# Kamienica Fukierowska w Warszawie
Kamienica Fukierowska – kamienica na warszawskim Starym Mieście pomiędzy Rynkiem Starego Miasta a ul. Piwną, pod adresami Rynek Starego Miasta 27 i Piwna 44.

## Opis

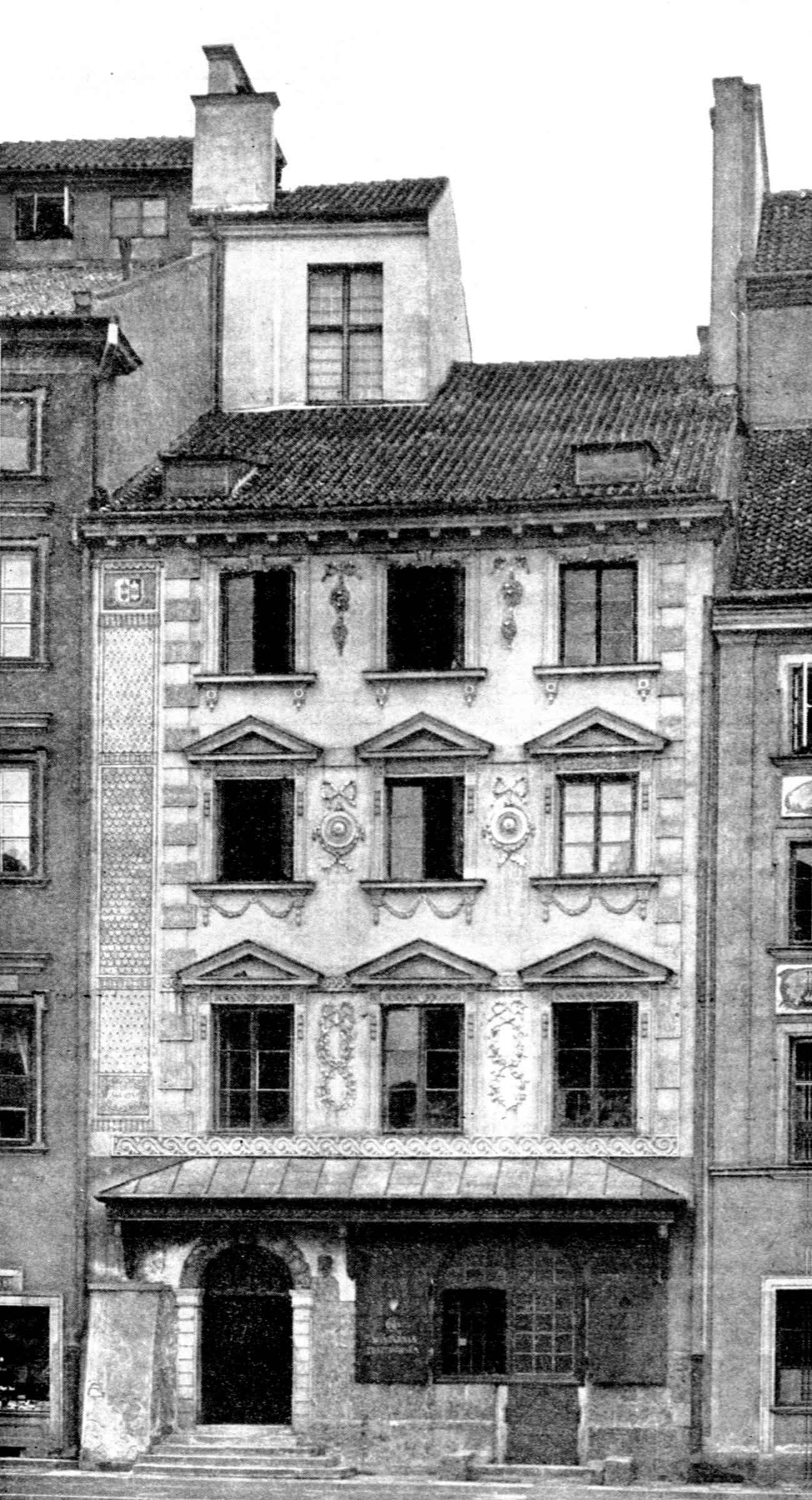
Kamienica w latach 50. XX wieku

W XV wieku na terenie zajmowanym obecnie przez kamienicę znajdowały się dwa drewniane domy, które spaliły się prawdopodobnie podczas pożaru w 1544 roku. W 1552 roku zostały zastąpione murowaną kamienicą wykonaną przez Jerzego Korba. Cegła, z której ją wzniesiono, miała jeszcze cechy gotyckie. W wyniku remontu przeprowadzonego w 1647 z inicjatywy ówczesnego właściciela – burmistrza warszawskiego Baltazara Strubicza – część frontowa uzyskała połączenie z oficyną za pomocą ganków. W 1661 roku kamienica miała trzy kondygnacje i niską sień biegnącą przez całą szerokość budynku. Po przebudowie w 1718 roku uzyskała jeszcze jedną kondygnację, a dziedziniec krużgankowy uzyskał ostateczny kształt.
W 1782 roku kamienica otrzymała nową fasadę od strony rynku zaprojektowaną przez Szymona Bogumiła Zuga. W tym samym czasie salę na pierwszym piętrze zdobiły dekoracje malarskie zniszczone podczas II wojny światowej. W 1810 roku kamienica stała się własnością kupieckiej rodziny Fukierów i od tamtej pory mieści się tam popularna winiarnia, a w piwnicach składy winne. Na zachowanym do dzisiaj kamiennym portalu prowadzącym do kamienicy z rynku dodano herb nowych właścicieli i inicjały Floriana Fukiera. 
Kamienica, kilkakrotnie remontowana i dekorowana w pierwszych dziesięcioleciach XX w., została uszkodzona w 1939, a w 1944 zniszczona w znacznym stopniu. Zniszczenia budynku w czasie wojny szacowani na ok. 55%. Zachowały się piwnice, fragmenty murów przyziemia, portale i część sklepień parteru). Odbudowana w latach 1947–1953 według projektu Wacława Podlewskiego otrzymała bryłę, imitującą tę z końca XVIII w., a także współczesne dekoracje, m.in. w formie malowidła inspirowanego wzorem pasa kontuszowego na fasadzie. Sale winiarni nawiązują do wczesnego klasycyzmu.

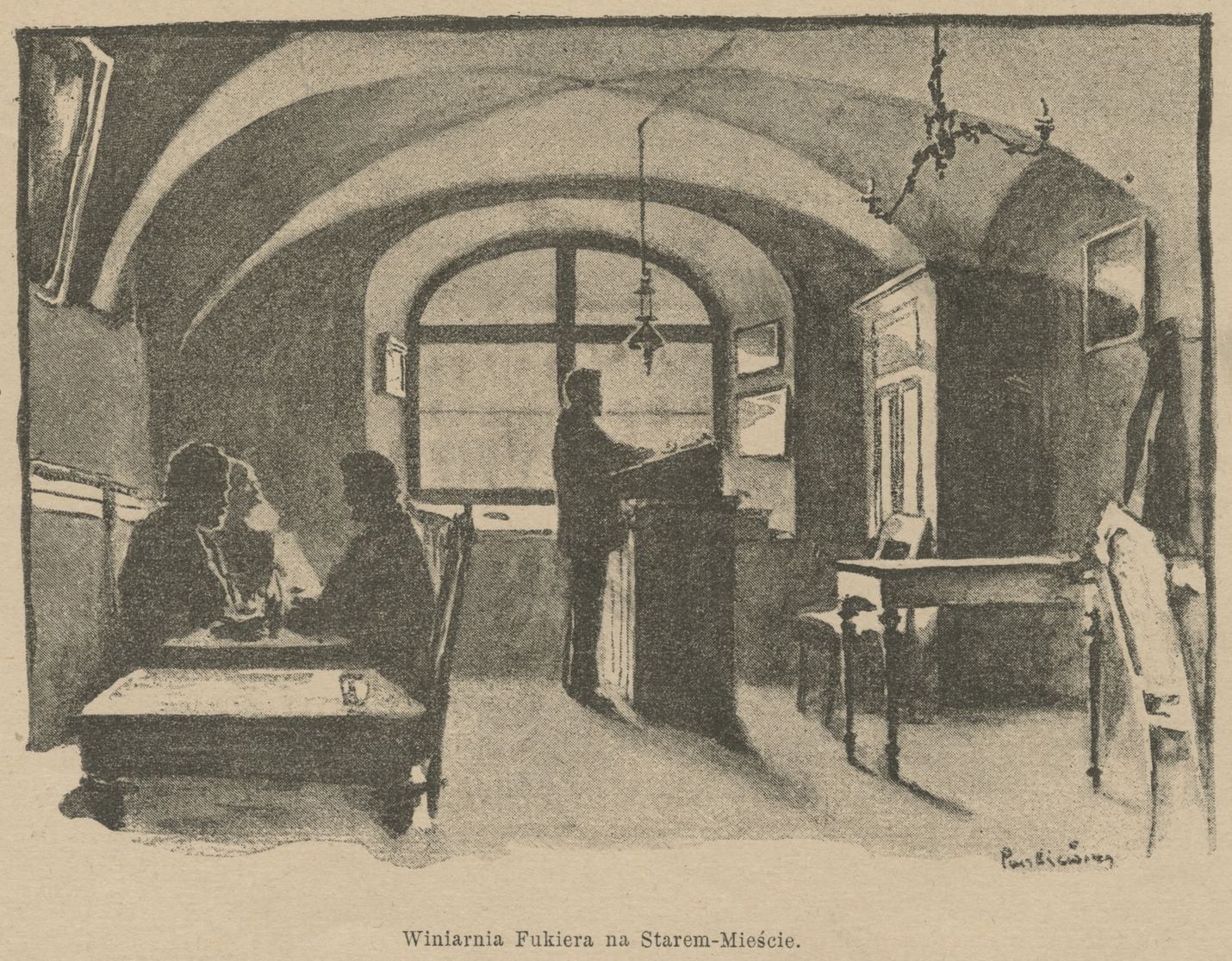
Winiarnia Fukiera na Starym Mieście w 1893

Na renesansowym dziedzińcu odnowione zostały arkady. W sieni znajduje się mały, drewniany okręcik oraz godło kupieckie. Kamienica posiada stare, żelazne ganki od strony Piwnej, balustrady schodowe, kratki nadproże i bardzo obszerną piwnicę, w której znajdowała się słynna winiarnia Fukierów. 
Kamienica została odbudowana po II wojnie światowej przez Stowarzyszenie Historyków Sztuki, na podstawie pozwolenia z 1949 r. W kamienicy mieści się siedziba Stowarzyszenia Historyków Sztuki wraz z Biblioteką SHS (1953) i Muzeum Fukierowskim SHS (1973). Parter kamienicy jest zajmowany przez restaurację „U Fukiera”. 
W 1965 roku kamienica została wpisana do rejestru zabytków.